# Laura Bourgouin
Laura Bourgouin (Le Mans, 17 settembre 1992) è una calciatrice francese, centrocampista dell'Olympique Marsiglia.

## Carriera

### Club
Bourgouin si appassiona al gioco del calcio fin da giovanissima, decidendo, all'età di 7 anni, di cominciare l'attività agonistica con la squadra della sua città natale, Le Mans, dove è rimasta per 14 anni inizialmente con l'allora US Le Mans, squadra interamente di calcio femminile. Nel 2002 l'US Le Mans viene integrato nel club professionistico maschile Le Mans, diventandone la sezione femminile, e Bourgouin è tra le ragazze in organico a rimanere legata anche alla nuova realtà societaria, disputando ancora per qualche anno i campionati giovanili per entrare in rosa con la prima squadra e debuttando, a solo 14 anni, in Division 2 Féminine, secondo livello del campionato francese di categoria nell'edizione 2006-2007. Nella sua prima stagione ha collezionato in D2 7 presenze, poi 10 nella stagione successiva (ha giocato l'altra metà della stagione con la squadra di riserva in Division 3), segnando ogni volta 3 gol per la squadra.
La stagione 2008-2009 è stata un anno eccezionale per Bourgouin e per il club. All'età di 16 anni, ha segnato 8 gol in campionato, il secondo più alto totale della sua squadra, e 1 in Coppa di Francia (Challenge de France), mentre il club si è classificato al secondo posto nel Gruppo B - mancando di poco la promozione in Division 1 Féminine - e soprattutto ha avuto un percorso straordinario in Coppa di Francia, raggiungendo la finale, risultato ottenuto per la prima volta da una squadra di Division 2. Nel torneo il tecnico Xavier Aubert la impiega in tutti i sei incontri disputati, con il Le Mans che è stato in grado di eliminare tre club di Division 1: Condéen (2-1), Paris Saint-Germain (1-1, rigori: 4-3) e FCF Juvisy (1-0). Alla fine Les Mancelles hanno ceduto per 3-1 al Montpellier, secondo classificato nel campionato di Division 1, in finale, dove Bourgouin si è fatta notare fornendo l'assist decisivo per ridurre il passivo.
Nella stagione successiva l'attaccante, andata a segno con 7 reti, contribuisce a far chiudere l'anno alla sua squadra imbattuta agguantando la promozione in D1 appena sfuggitale. Questa prima esperienza nella massima serie fu difficile: il club, ora rinominato Le Mans FC come la sezione maschile, terminò il campionato al 10º posto e fu retrocesso in Division 2 a causa di una differenza reti peggiore rispetto allo Yzeure. Per quanto riguarda Bourgouin, nonostante abbia maturato 18 presenze non è riuscita a trovare la rete, segnando solo nel Challenge National U19 e in Coppa di Francia.
Tornata in Division 2 con il suo club, le sue prestazioni la fecero nuovamente emergere tra le migliori realizzatrici nelle due stagioni successive, segnando 15 reti nel 2012 (4º capocannoniere del Gruppo A) e poi 17 nel 2013 (2º capocannoniere del Gruppo B, subito dopo Lauren Elwis del Soyaux. Tuttavia, il Le Mans FC ha fallito due volte il ritorno nella massima serie (2º posto nel 2012, poi 3º nel 2013), mentre la struttura professionale del club è stata afflitta da gravi problemi finanziari.
Dopo aver annunciato il suo arrivo al Pomigliano e vestire, per la prima volta in carriera all'estero, la maglia del club campano per la stagione 2023-2024, a fine dicembre 2023 la società comunica di aver rescisso il contratto con la francese, assieme alla compagna di reparto Ana Lucía Martínez e la connazionale Lucia Tengue.
Nel gennaio 2024 viene annunciato il suo ritorno in Francia, ingaggiata dal Bordeaux in cerca di un rinforzo d'esperienza per risalire da una difficile posizione di fondo classifica, dovuta anche dai tanti infortuni. Alla sua prima partita con la nuova maglia viene schierata titolare dal tecnico Patrice Lair, premiando la sua fiducia con una rete, quella che riporta in parità l'incontro della 14 giornata di campionato e permette al Bordeaux di non perdere punti nei confronti del Guingamp nella lotta per non retrocedere. Nonostante ciò la squadra al termine del campionato si posiziona all'undicesimo e penultimo posto retrocedendo così in cadetteria, che dalla stagione seguente viene rinominata Seconde Ligue.
Durante la sessione estiva di calciomercato viene annunciato il suo trasferimento all'Olympique Marsiglia dove il tecnico Frédéric Gonçalves decide di impiegarla nel nuovo ruolo di centrocampista.

## Statistiche

### Presenze e reti nei club
Statistiche aggiornate al 3 febbraio 2024.
| Stagione                   | Squadra                    | Campionato                 | Campionato | Campionato | Coppe nazionali | Coppe nazionali | Coppe nazionali | Coppe internazionali | Coppe internazionali | Coppe internazionali | Altre coppe | Altre coppe | Altre coppe | Totale | Totale |
| Stagione                   | Squadra                    | Comp                       | Pres       | Reti       | Comp            | Pres            | Reti            | Comp                 | Pres                 | Reti                 | Comp        | Pres        | Reti        | Pres   | Reti   |
| -------------------------- | -------------------------- | -------------------------- | ---------- | ---------- | --------------- | --------------- | --------------- | -------------------- | -------------------- | -------------------- | ----------- | ----------- | ----------- | ------ | ------ |
| 2006-2007                  | Le Mans                    | D2                         | 7          | 3          | CF              | -               | -               | -                    | -                    | -                    | -           | -           | -           | 7      | 3      |
| 2007-2008                  | Le Mans                    | D2                         | 10         | 3          | CF              | 2               | 1               | -                    | -                    | -                    | -           | -           | -           | 12     | 4      |
| 2008-2009                  | Le Mans                    | D2                         | 21         | 8          | CF              | 6               | 1               | -                    | -                    | -                    | -           | -           | -           | 27     | 9      |
| 2009-2010                  | Le Mans                    | D2                         | 18         | 7          | CF              | 3               | 1               | -                    | -                    | -                    | -           | -           | -           | 21     | 8      |
| 2010-2011                  | Le Mans                    | D1                         | 18         | 0          | CF              | 2               | 1               | -                    | -                    | -                    | -           | -           | -           | 20     | 1      |
| 2011-2012                  | Le Mans                    | D2                         | 19         | 15         | CF              | 1               | 0               | -                    | -                    | -                    | -           | -           | -           | 20     | 15     |
| 2012-2013                  | Le Mans                    | D2                         | 22         | 17         | CF              | 2               | 2               | -                    | -                    | -                    | -           | -           | -           | 24     | 19     |
| Totale Le Mans             | Totale Le Mans             | Totale Le Mans             | 132        | 61         | -               | 16              | 6               | -                    | -                    | -                    | -           | -           | -           | 148    | 67     |
| 2013-2014                  | Soyaux                     | D1                         | 21         | 8          | CF              | 2               | 0               | -                    | -                    | -                    | -           | -           | -           | 23     | 8      |
| 2014-2015                  | Soyaux                     | D1                         | 16         | 2          | CF              | 2               | 2               | -                    | -                    | -                    | -           | -           | -           | 18     | 4      |
| 2015-2016                  | Soyaux                     | D1                         | 19         | 10         | CF              | 1               | 0               | -                    | -                    | -                    | -           | -           | -           | 20     | 10     |
| 2016-2017                  | Soyaux                     | D1                         | 20         | 9          | CF              | 3               | 0               | -                    | -                    | -                    | -           | -           | -           | 23     | 9      |
| 2017-2018                  | Soyaux                     | D1                         | 21         | 5          | CF              | 5               | 2               | -                    | -                    | -                    | -           | -           | -           | 26     | 7      |
| 2018-2019                  | Soyaux                     | D1                         | 19         | 6          | CF              | 2               | 0               | -                    | -                    | -                    | -           | -           | -           | 21     | 6      |
| 2019-2020                  | Soyaux                     | D1                         | 15         | 2          | CF              | 1               | 0               | -                    | -                    | -                    | -           | -           | -           | 16     | 2      |
| 2020-2021                  | Soyaux                     | D1                         | 19         | 4          | CF              | 1               | 0               | -                    | -                    | -                    | -           | -           | -           | 20     | 4      |
| 2021-2022                  | Soyaux                     | D1                         | 22         | 3          | CF              | 2               | 2               | -                    | -                    | -                    | -           | -           | -           | 24     | 5      |
| 2022-2023                  | Soyaux                     | D1                         | 20         | 2          | CF              | 2               | 0               | -                    | -                    | -                    | -           | -           | -           | 22     | 2      |
| Totale Soyaux              | Totale Soyaux              | Totale Soyaux              | 192        | 50         | -               | 21              | 6               | -                    | -                    | -                    | -           | -           | -           | 213    | 56     |
| lug-dic 2023               | Pomigliano                 | A                          | 10         | 0          | CI              | 2               | 0               |                      | -                    | -                    | -           | -           | -           | 12     | 0      |
| gen-giu 2024               | Bordeaux                   | D1                         | 10         | 5          | CF              | -               | -               | -                    | -                    | -                    | -           | -           | -           | 10     | 5      |
| 2024-2025                  | Olympique Marsiglia        | SL                         | 19         | 4          | CF              | -               | -               | -                    | -                    | -                    | -           | -           | -           | 9      | 0      |
| 2025-2026                  | Olympique Marsiglia        | PL                         | -          | -          | CF              | -               | -               | -                    | -                    | -                    | -           | -           | -           | -      | -      |
| Totale Olympique Marsiglia | Totale Olympique Marsiglia | Totale Olympique Marsiglia | 19         | 4          | -               | -               | -               | -                    | -                    | -                    | -           | -           | -           | 19     | 4      |
| Totale carriera            | Totale carriera            | Totale carriera            | 363        | 120        | -               | 39              | 12              | -                    | -                    | -                    | -           | -           | -           | 402    | 132    |

## Palmarès

### Club
- Campionato francese di seconda divisione: 2

Le Mans: 2009-2010
Olympique Marsiglia: 2024-2025